# Dipôle électrique
Ne doit pas être confondu avec Dipôle électrostatique ou Dipôle magnétique.
Le dipôle électrique est un composant électrique possédant deux bornes, et par suite de la loi des mailles, un seul port électrique,. Par exemple, les lampes, les interrupteurs, les générateurs, les piles, les diodes, les DEL, les résistances et les moteurs sont des dipôles. On distingue en général deux sortes de dipôles :
- Les générateurs qui convertissent une forme d'énergie en énergie électrique et peuvent ainsi permettre au courant électrique de circuler, ce sont presque toujours des dipôles actifs.
- Les récepteurs qui convertissent l'énergie électrique en une autre forme d'énergie. Cela peut être des dipôles actifs ou des dipôles passifs.

## Classification des dipôles
On classe les dipôles selon leur caractéristique électrique, c'est-à-dire une courbe représentative, soit de la fonction {\displaystyle u_{D}=f(i_{D})\,}, soit de la fonction réciproque {\displaystyle i_{D}=f^{-1}(u_{D})\,} avec
- {\displaystyle u_{D}\,} : tension aux bornes du dipôle,
- {\displaystyle i_{D}\,} : intensité du courant qui traverse le dipôle

### Dipôles passifs et actifs
- Les dipôles passifs ont une caractéristique qui passe par l'origine (u = 0 ; i = 0) et qui soit telle que le produit u i soit strictement positif en dehors de l'origine (0, 0)[3]. En particulier, toute caractéristique croissante passant par l'origine garantit la passivité. Excepté le cas particulier des dispositifs complexes destinés à se comporter comme des résistances négatives, ils ne peuvent que consommer de la puissance électrique.
- Les dipôles actifs ont une caractéristique qui ne passe pas par l'origine et une partie de la puissance qu'ils mettent en jeu ne correspond pas à de l'effet Joule.

### Dipôles linéaires
Cette dénomination ambiguë recouvre deux sens :
- dipôles dont la caractéristique est une droite,
- dipôles pour lesquels la fonction f : uD = f (iD) est une fonction différentielle à coefficient constant.

Pour les dipôles passifs non linéaires on définit pour un point de fonctionnement donné :
- la résistance statique : RS = U / I
- la résistance dynamique : RD = dU / dI

### Dipôles symétriques
Dipôles dont la caractéristique est symétrique par rapport à l'origine. Pour ces dipôles, le sens de branchement est sans importance.

## Impédanced'un dipôle
En régime sinusoïdal de courant le comportement des dipôles dépend de la fréquence f donc de la pulsation ω = 2 π f
On définit l'impédance d'un dipôle par :
{\displaystyle Z_{\omega }={\frac {U_{\omega }}{I_{\omega }}}}, avec 
- {\displaystyle U_{\omega }} : valeur efficace de la tension de pulsation ω aux bornes du dipôle
- {\displaystyle I_{\omega }} : valeur efficace de l'intensité du courant de pulsation ω à travers le dipôle.

## Dipôles linéaires idéaux
Ce sont des dipôles virtuels qui répondent parfaitement à des équations mathématiques à coefficient constant. Les dipôles réels sont, soit assimilés à ces dipôles idéaux, soit considérés comme des associations particulières de ces dipôles idéaux.

### Dipôles passifs idéaux
Ils sont au nombre de trois :
- les résistances pures, qui respectent exactement la relation {\displaystyle u=R\,i} avec {\displaystyle R} constant quelles que soient les conditions d'utilisation. En régime sinusoïdal leur impédance complexe est donc égale à {\displaystyle R} ;
- les inductances pures, qui respectent exactement la relation {\displaystyle u=L\,{\frac {\mathrm {d} i}{\mathrm {d} t}}} avec {\displaystyle L} constant quelles que soient les conditions d'utilisations. En régime sinusoïdal leur impédance complexe est donc égale à {\displaystyle j\,L\omega } ;
- les condensateurs parfaits, qui respectent exactement la relation {\displaystyle i=C\,{\frac {\mathrm {d} u}{\mathrm {d} t}}} avec {\displaystyle C} constant quelles que soient les conditions d'utilisation. En régime sinusoïdal leur impédance complexe est donc égale à {\displaystyle {\frac {1}{j\,C\omega }}}.

### Dipôles actifs idéaux

#### Les sources idéales de tension
Elles délivrent une tension continue ou variable au cours du temps totalement indépendante du courant qui les traverse.

#### Les sources idéales de courant
Elles imposent d'être traversées par un courant continu ou variable au cours du temps totalement indépendant de la tension à leurs bornes.

### Propriétés physiques des dipôles linéaires
- Lorsqu'un ensemble de ces dipôles est alimenté en régime sinusoïdal de tension, l'intensité qui le traverse est également sinusoïdale et de même fréquence.
- Le facteur de puissance d'un ensemble de dipôles linéaires est toujours égal au cosinus du déphasage du courant par rapport à la tension (le cos φ)

## Puissance consommée par un dipôle électrique
Un dipôle traversé par un courant d'intensité {\displaystyle i\,} et dont la tension à ses bornes est {\displaystyle u\,} met en jeu une puissance {\displaystyle p\,} telle que {\displaystyle p=u\cdot i\,}.
Cette puissance correspond à la puissance consommée lorsque u et i sont fléchés selon la convention récepteur (en sens opposé) et à la puissance fournie lorsqu'ils sont fléchés avec la convention générateur.